# لی، اندر
لی، اندر (به فرانسوی: Lye) یک کمون در فرانسه است که در اندر واقع شده‌است. لی ۲۴٫۷۷ کیلومتر مربع مساحت و ۸۱۵ نفر جمعیت دارد و ۷۰ متر بالاتر از سطح دریا واقع شده‌است.